# 24h Le Mans 1993

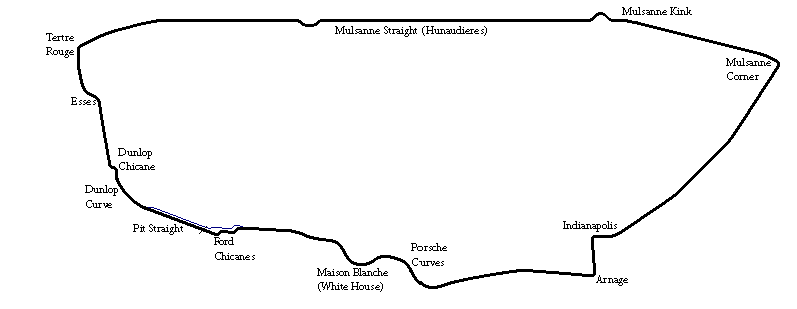
Tor Circuit de la Sarthe

24h Le Mans 1993 – 24–godzinny wyścig rozegrany na torze Circuit de la Sarthe w dniach 19–20 czerwca 1993 roku.

## Wyniki
Źródło: experiencelemans.com
| Poz.  | Klasa | Nr | Zespół                                        | Kierowcy                                                 | Nadwozie                            | Opony | Okr. |
| Poz.  | Klasa | Nr | Zespół                                        | Kierowcy                                                 | Silnik                              | Opony | Okr. |
| ----- | ----- | -- | --------------------------------------------- | -------------------------------------------------------- | ----------------------------------- | ----- | ---- |
| 1     | C1    | 3  | Peugeot Talbot Sport                          | Éric Hélary Christophe Bouchut Geoff Brabham             | Peugeot 905 Evo 1B                  | M     | 375  |
| 1     | C1    | 3  | Peugeot Talbot Sport                          | Éric Hélary Christophe Bouchut Geoff Brabham             | Peugeot SA35 3.5 L V10              | M     | 375  |
| 2     | C1    | 1  | Peugeot Talbot Sport                          | Thierry Boutsen Yannick Dalmas Teo Fabi                  | Peugeot 905 Evo 1B                  | M     | 374  |
| 2     | C1    | 1  | Peugeot Talbot Sport                          | Thierry Boutsen Yannick Dalmas Teo Fabi                  | Peugeot SA35 3.5L V10               | M     | 374  |
| 3     | C1    | 2  | Peugeot Talbot Sport                          | Philippe Alliot Mauro Baldi Jean-Pierre Jabouille        | Peugeot 905 Evo 1B                  | M     | 367  |
| 3     | C1    | 2  | Peugeot Talbot Sport                          | Philippe Alliot Mauro Baldi Jean-Pierre Jabouille        | Peugeot SA35 3.5L V10               | M     | 367  |
| 4     | C1    | 36 | Toyota Team TOM’s                             | Eddie Irvine Toshio Suzuki Masanori Sekiya               | Toyota TS010                        | M     | 364  |
| 4     | C1    | 36 | Toyota Team TOM’s                             | Eddie Irvine Toshio Suzuki Masanori Sekiya               | Toyota RV10 3.5 L V10               | M     | 364  |
| 5     | C2    | 22 | Y's Racing Team SARD Co. Ltd.                 | Roland Ratzenberger Mauro Martini Naoki Nagasaka         | Toyota 93C-V                        | D     | 363  |
| 5     | C2    | 22 | Y's Racing Team SARD Co. Ltd.                 | Roland Ratzenberger Mauro Martini Naoki Nagasaka         | Toyota R36V 3.6 L Turbo V8          | D     | 363  |
| 6     | C2    | 25 | Nisso Trust Racing Team                       | George Fouché Eje Elgh Steven Andskär                    | Toyota 93C-V                        | D     | 358  |
| 6     | C2    | 25 | Nisso Trust Racing Team                       | George Fouché Eje Elgh Steven Andskär                    | Toyota R36V 3.6 L Turbo V8          | D     | 358  |
| 7     | C2    | 21 | Obermaier Racing GmbH                         | Otto Altenbach Jürgen Oppermann Loris Kessel             | Porsche 962C                        | G     | 355  |
| 7     | C2    | 21 | Obermaier Racing GmbH                         | Otto Altenbach Jürgen Oppermann Loris Kessel             | Porsche Type-935 3.0 L Turbo Flat-6 | G     | 355  |
| 8     | C1    | 38 | Toyota Team TOM’s                             | Geoff Lees Jan Lammers Juan Manuel Fangio II             | Toyota TS010                        | M     | 353  |
| 8     | C1    | 38 | Toyota Team TOM’s                             | Geoff Lees Jan Lammers Juan Manuel Fangio II             | Toyota RV10 3.5 L V10               | M     | 353  |
| 9     | C2    | 18 | Joest Porsche Racing                          | Bob Wollek Henri Pescarolo Ronny Meixner                 | Porsche 962C                        | G     | 351  |
| 9     | C2    | 18 | Joest Porsche Racing                          | Bob Wollek Henri Pescarolo Ronny Meixner                 | Porsche Type-935 3.0 L Turbo Flat-6 | G     | 351  |
| 10    | C2    | 14 | Courage Compétition                           | Derek Bell Lionel Robert Pascal Fabre                    | Courage C30LM                       | G     | 347  |
| 10    | C2    | 14 | Courage Compétition                           | Derek Bell Lionel Robert Pascal Fabre                    | Porsche Type-935 3.0 L Turbo Flat-6 | G     | 347  |
| 11    | C2    | 13 | Courage Compétition                           | Pierre Yver Jean-Louis Ricci Jean-François Yvon          | Courage C30LM                       | G     | 343  |
| 11    | C2    | 13 | Courage Compétition                           | Pierre Yver Jean-Louis Ricci Jean-François Yvon          | Porsche Type-935 3.0L Turbo Flat-6  | G     | 343  |
| 12    | C2    | 10 | Porsche Kremer Racing                         | Jürgen Lässig Giovanni Lavaggi Wayne Taylor              | Porsche 962CK6                      | D     | 328  |
| 12    | C2    | 10 | Porsche Kremer Racing                         | Jürgen Lässig Giovanni Lavaggi Wayne Taylor              | Porsche Type-935 3.0 L Turbo Flat-6 | D     | 328  |
| 13    | C2    | 11 | Porsche Kremer Racing                         | Andy Evans Tomás Saldaña François Migault                | Porsche 962CK6                      | D     | 316  |
| 13    | C2    | 11 | Porsche Kremer Racing                         | Andy Evans Tomás Saldaña François Migault                | Porsche Type-935 3.0 L Turbo Flat-6 | D     | 316  |
| 14    | C2    | 23 | Team Guy Chotard                              | Denis Morin Didier Caradec Alain Sturm                   | Porsche 962C                        | G     | 308  |
| 14    | C2    | 23 | Team Guy Chotard                              | Denis Morin Didier Caradec Alain Sturm                   | Porsche Type-935 3.0 L Turbo Flat-6 | G     | 308  |
| 15    | GT    | 47 | Monaco Media International Larbre Compétition | Joël Gouhier Jürgen Barth Dominique Dupuy                | Porsche 911 Carrera RSR             | P     | 304  |
| 15    | GT    | 47 | Monaco Media International Larbre Compétition | Joël Gouhier Jürgen Barth Dominique Dupuy                | Porsche 3.8 L Flat-6                | P     | 304  |
| 16    | GT    | 78 | Jack Leconte Larbre Compétition               | Jesús Pareja Jack Leconte Pierre de Thoisy               | Porsche 911 Carrera RSR             | ?     | 301  |
| 16    | GT    | 78 | Jack Leconte Larbre Compétition               | Jesús Pareja Jack Leconte Pierre de Thoisy               | Porsche 3.8 L Flat-6                | ?     | 301  |
| 17    | GT    | 65 | Heico Dienstleistungen                        | Ulrich Richter Dirk Rainer Ebeling Karl-Heinz Wlazik     | Porsche 911 Carrera RSR             | Y     | 299  |
| 17    | GT    | 65 | Heico Dienstleistungen                        | Ulrich Richter Dirk Rainer Ebeling Karl-Heinz Wlazik     | Porsche 3.8L Flat-6                 | Y     | 299  |
| 18    | GT    | 77 | Scuderia Chicco d’Oro                         | Claude Haldi Olivier Haberthur Charles Margueron         | Porsche 911 Carrera RSR             | P     | 299  |
| 18    | GT    | 77 | Scuderia Chicco d’Oro                         | Claude Haldi Olivier Haberthur Charles Margueron         | Porsche 3.8 L Flat-6                | P     | 299  |
| 19    | GT    | 62 | Konrad Motorsport                             | Franz Konrad Jun Harada Antônio Hermann de Azevedo       | Porsche 911 Carrera RS              | Y     | 293  |
| 19    | GT    | 62 | Konrad Motorsport                             | Franz Konrad Jun Harada Antônio Hermann de Azevedo       | Porsche 3.8 L Flat-6                | Y     | 293  |
| 20    | C2    | 24 | Graff Racing                                  | Jean-Bernard Bouvet Richard Balandras Bruno Miot         | Spice SE89C                         | G     | 288  |
| 20    | C2    | 24 | Graff Racing                                  | Jean-Bernard Bouvet Richard Balandras Bruno Miot         | Ford Cosworth DFL 3.3 L V8          | G     | 288  |
| 21    | GT    | 66 | Mühlbauer Motorsport                          | Gustl Spreng Sandro Angelastri Fritz Müller              | Porsche 911 Carrera RS              | P     | 276  |
| 21    | GT    | 66 | Mühlbauer Motorsport                          | Gustl Spreng Sandro Angelastri Fritz Müller              | Porsche 3.6 L Flat-6                | P     | 276  |
| 22    | GT    | 40 | Obermaier Racing GmbH                         | Philippe Olczyk Josef Prechtl Gerard Dillmann            | Porsche 911 Carrera 2 Cup           | P     | 274  |
| 22    | GT    | 40 | Obermaier Racing GmbH                         | Philippe Olczyk Josef Prechtl Gerard Dillmann            | Porsche 3.8 L Flat-6                | P     | 274  |
| 23    | GT    | 55 | Agusta Racing                                 | Onofrio Russo Rocky Agusta Paolo Mondini                 | Venturi 500LM                       | D     | 274  |
| 23    | GT    | 55 | Agusta Racing                                 | Onofrio Russo Rocky Agusta Paolo Mondini                 | Renault PRV 3.0 L Turbo V6          | D     | 274  |
| 24    | LMP   | 33 | Welter Racing                                 | Patrick Gonin Bernard Santal Alain Lamouille             | WR LM93                             | M     | 268  |
| 24    | LMP   | 33 | Welter Racing                                 | Patrick Gonin Bernard Santal Alain Lamouille             | Peugeot 2.0 L Turbo I4              | M     | 268  |
| 25    | GT    | 57 | Écurie Toison d’Or                            | Marc Duez Éric Bachelart Philip Verellen                 | Venturi 500LM                       | D     | 267  |
| 25    | GT    | 57 | Écurie Toison d’Or                            | Marc Duez Éric Bachelart Philip Verellen                 | Renault PRV 3.0 L Turbo V6          | D     | 267  |
| 26    | GT    | 49 | Team Paduwa                                   | Bruno Ilien Alain Gadal Bernard Robin                    | Porsche 911 Carrera 2 Cup           | D     | 266  |
| 26    | GT    | 49 | Team Paduwa                                   | Bruno Ilien Alain Gadal Bernard Robin                    | Porsche 3.6 L Flat-6                | D     | 266  |
| 27    | GT    | 70 | Éric Graham                                   | Pascal Witmeur Michel Neugarten Jacques Tropenat         | Venturi 500LM                       | D     | 262  |
| 27    | GT    | 70 | Éric Graham                                   | Pascal Witmeur Michel Neugarten Jacques Tropenat         | Renault PRV 3.0 L Turbo V6          | D     | 262  |
| 28    | GT    | 91 | Alain Lamouille                               | Patrice Roussel Édouard Sezionale Hervé Rohée            | Venturi 500LM                       | D     | 246  |
| 28    | GT    | 91 | Alain Lamouille                               | Patrice Roussel Édouard Sezionale Hervé Rohée            | Renault PRV 3.0 L Turbo V6          | D     | 246  |
| 29    | GT    | 92 | BBA Compétition                               | Jean-Luc Maury-Laribière Michel Krine Patrick Camus      | Venturi 500LM                       | D     | 243  |
| 29    | GT    | 92 | BBA Compétition                               | Jean-Luc Maury-Laribière Michel Krine Patrick Camus      | Renault PRV 3.0 L Turbo V6          | D     | 243  |
| 30    | LMP   | 35 | Sport & Immagine SRL                          | Fabio Magnani Luigi Taverna Roberto Ragazzi              | Lucchini SP91                       | ?     | 221  |
| 30    | LMP   | 35 | Sport & Immagine SRL                          | Fabio Magnani Luigi Taverna Roberto Ragazzi              | Alfa Romeo 3.0 L V6                 | ?     | 221  |
| 31 DQ | GT    | 50 | TWR Jaguar Racing                             | John Nielsen David Brabham David Coulthard               | Jaguar XJ220                        | D     | 306  |
| 31 DQ | GT    | 50 | TWR Jaguar Racing                             | John Nielsen David Brabham David Coulthard               | Jaguar JV6 3.5 L Turbo V6           | D     | 306  |
| 32 NU | C2    | 17 | Joest Porsche Racing                          | Manuel Reuter Frank Jelinski „John Winter”               | Porsche 962C                        | G     | 282  |
| 32 NU | C2    | 17 | Joest Porsche Racing                          | Manuel Reuter Frank Jelinski „John Winter”               | Porsche Type-935 3.0 L Turbo Flat-6 | G     | 282  |
| 33 NU | LMP   | 34 | Didier Bonnet Racing                          | Yvan Muller Gérard Tremblay Georges Tessier              | Debora SP93                         | P     | 259  |
| 33 NU | LMP   | 34 | Didier Bonnet Racing                          | Yvan Muller Gérard Tremblay Georges Tessier              | Alfa Romeo 3.0 L V6                 | P     | 259  |
| 34 NU | C1    | 37 | Toyota Team TOM’s                             | Pierre-Henri Raphanel Kenny Acheson Andy Wallace         | Toyota TS010                        | M     | 212  |
| 34 NU | C1    | 37 | Toyota Team TOM’s                             | Pierre-Henri Raphanel Kenny Acheson Andy Wallace         | Toyota RV10 3.5 L V10               | M     | 212  |
| 35 NU | GT    | 71 | Jacadi Racing                                 | Jacques Laffite Michel Maisonneuve Christophe Dechavanne | Venturi 500LM                       | D     | 210  |
| 35 NU | GT    | 71 | Jacadi Racing                                 | Jacques Laffite Michel Maisonneuve Christophe Dechavanne | Renault PRV 3.0 L Turbo V6          | D     | 210  |
| 36 NU | C2    | 15 | Porsche Kremer Racing                         | Almo Coppelli Robin Donovan Steve Fossett                | Porsche 962CK6                      | D     | 204  |
| 36 NU | C2    | 15 | Porsche Kremer Racing                         | Almo Coppelli Robin Donovan Steve Fossett                | Porsche Type-935 3.0 L Turbo Flat-6 | D     | 204  |
| 37 NU | GT    | 52 | TWR Jaguar Racing                             | Paul Belmondo Jay Cochran Andreas Fuchs                  | Jaguar XJ220                        | D     | 176  |
| 37 NU | GT    | 52 | TWR Jaguar Racing                             | Paul Belmondo Jay Cochran Andreas Fuchs                  | Jaguar JV6 3.5 L Turbo V6           | D     | 176  |
| 38 NU | C2    | 28 | Roland Bassaler                               | Roland Bassaler Patrick Bourdais Jean-Louis Capette      | Sauber SHS C6                       | G     | 166  |
| 38 NU | C2    | 28 | Roland Bassaler                               | Roland Bassaler Patrick Bourdais Jean-Louis Capette      | BMW M88 3.5 L I6                    | G     | 166  |
| 39 NU | GT    | 44 | Lotus Sport Chamberlain Engineering           | Richard Piper Olindo Iacobelli Ferdinand de Lesseps      | Lotus Esprit S300                   | D     | 162  |
| 39 NU | GT    | 44 | Lotus Sport Chamberlain Engineering           | Richard Piper Olindo Iacobelli Ferdinand de Lesseps      | Lotus 2.2 L Turbo I4                | D     | 162  |
| 40 NU | C2    | 27 | Chamberlain Engineering                       | Andy Petery Nick Adams Hervé Regout                      | Spice SE89C                         | G     | 137  |
| 40 NU | C2    | 27 | Chamberlain Engineering                       | Andy Petery Nick Adams Hervé Regout                      | Ford Cosworth DFZ 3.5 L V8          | G     | 137  |
| 41 NU | C2    | 12 | Courage Compétition                           | Tomiko Yoshikawa Claude Moran Alessandro Gini            | Courage C30LM                       | G     | 108  |
| 41 NU | C2    | 12 | Courage Compétition                           | Tomiko Yoshikawa Claude Moran Alessandro Gini            | Porsche Type-935 3.0 L Turbo Flat-6 | G     | 108  |
| 42 NU | GT    | 45 | Lotus Sport Chamberlain Engineering           | Yōjirō Terada Peter Hardman Thorkild Thyrring            | Lotus Esprit S300                   | D     | 92   |
| 42 NU | GT    | 45 | Lotus Sport Chamberlain Engineering           | Yōjirō Terada Peter Hardman Thorkild Thyrring            | Lotus 2.2L Turbo I4                 | D     | 92   |
| 43 NU | GT    | 56 | Stéphane Ratel                                | Costas Los Johannes Bardutt Claude Brana                 | Venturi 500LM                       | D     | 80   |
| 43 NU | GT    | 56 | Stéphane Ratel                                | Costas Los Johannes Bardutt Claude Brana                 | Renault PRV 3.0 L Turbo V6          | D     | 80   |
| 44 NU | GT    | 46 | Le Mans Porsche Team                          | Walter Röhrl Hans-Joachim Stuck Hurley Haywood           | Porsche 911 Turbo S LM-GT           | G     | 79   |
| 44 NU | GT    | 46 | Le Mans Porsche Team                          | Walter Röhrl Hans-Joachim Stuck Hurley Haywood           | Porsche 3.2 L Turbo Flat-6          | G     | 79   |
| 45 NU | GT    | 76 | Cartronic Motorsport                          | Enzo Calderari Luigino Pagotto Lilian Bryner             | Porsche 911 Carrera 2 Cup           | P     | 64   |
| 45 NU | GT    | 76 | Cartronic Motorsport                          | Enzo Calderari Luigino Pagotto Lilian Bryner             | Porsche 3.6 L Flat-6                | P     | 64   |
| 46 NU | GT    | 48 | Team Paduwa                                   | Harald Grohs Jean-Paul Libert Didier Theys               | Porsche 911 Carrera 2 Cup           | D     | 8    |
| 46 NU | GT    | 48 | Team Paduwa                                   | Harald Grohs Jean-Paul Libert Didier Theys               | Porsche 3.6 L Flat-6                | D     | 8    |
| 47 NU | GT    | 51 | TWR Jaguar Racing                             | Armin Hahne Win Percy David Leslie                       | Jaguar XJ220                        | D     | 6    |
| 47 NU | GT    | 51 | TWR Jaguar Racing                             | Armin Hahne Win Percy David Leslie                       | Jaguar JV6 3.5 L Turbo V6           | D     | 6    |
| NW    | GT    | 72 | Simpson Engineering                           | Robin Smith Stefano Sebastiani Tetsuya Ōta               | Ferrari 348 LM                      | P     | -    |
| NW    | GT    | 72 | Simpson Engineering                           | Robin Smith Stefano Sebastiani Tetsuya Ōta               | Ferrari 3.4 L V8                    | P     | -    |